# Mikrodiorit
Mikrodiorit ist ein oft dunkles Ganggestein aus der Diorit-Tonalit-Familie. In älterer Literatur tritt gelegentlich die Bezeichnung dioritischer Porphyrit auf. Mikrodiorite wurden allgemein auch als Lamprophyr bezeichnet.

## Struktur und Mineralbestand
Als Mikrodiorite bezeichnet man nichtporphyrische Ganggesteine, die eine Zusammensetzung von Dioriten aufweisen. Sie sind meist mesokrate bis melanokrate Gesteine und von weitgehend gleichmäßiger feinkörniger Struktur.
In ihrem Mineralbestand führen sie Plagioklas und Amphibol. Die Abgrenzung zu den gabbroiden und granodioritischen Ganggesteinen wird nach den Maßgaben für Plutonite und dem Mineralbestand getroffen.

## Vorkommen
Mikrodiorite treten als Intrusivgestein in vielen Kristallinkomplexen auf.
Wichtige deutsche Vorkommen befinden sich im Lausitzer Gebirge, die dort Gegenstand intensiver Abbauaktivitäten für Pflaster und Baugesteine waren. Ein weiteres deutsches Vorkommen befindet sich im Ort Rammelsbach in Rheinland-Pfalz. Dort trägt der Mikrodiorit auch den Namen Kuselit. Weitere Vorkommen liegen im Brünner Massiv (Teilgebiet vom Böhmischen Massiv / Moravosilesikum). Der dort gewonnene Mikrodiorit von Dolní Kounice ist für Brecherprodukte und Werkstein in Anwendung.